# Émile-Victor Duval
Pour les articles homonymes, voir Duval et général Duval.
Émile Victor Duval, né à Paris le 27 novembre 1840 et mort fusillé au Petit-Clamart (Seine, aujourd'hui Hauts-de-Seine) le 4 avril 1871, est une personnalité de la Commune de Paris.

## Biographie
Ouvrier fondeur en fer, militant mutualiste, adhérent de l'Association internationale des travailleurs en 1867, il fait partie des groupes de combat blanquistes. En avril 1870, il organise une grève, victorieuse, des fondeurs. Il est condamné à deux mois de prison au 3e procès de l'Internationale.
Il est libéré par la proclamation de la République le 4 septembre 1870. Il est délégué au Comité central républicain des Vingt arrondissements et participe aux mouvements insurrectionnels du 31 octobre 1870 et du 22 janvier 1871, contre le gouvernement de la Défense nationale. Sans succès il est candidat socialiste révolutionnaire aux élections du 8 février 1871 à l'Assemblée nationale. Pendant le soulèvement du 18 mars il se rend maître d'une grande partie de la rive gauche de Paris et de la Préfecture de police. Le 26 mars, il est élu au conseil de la Commune par le 13e arrondissement ; il siège à la commission militaire et à la commission exécutive. Le 3 avril 1871, il est nommé général de la Commune.
Contre son gré, sous la pression des gardes nationaux, il lance avec Jules Bergeret et Émile Eudes l'offensive désastreuse en direction de Versailles. Encerclé sur le plateau de Châtillon, il est contraint de se rendre et, malgré la promesse reçue de vie sauve pour lui et ses hommes, est fusillé au Petit-Clamart, le 4 avril 1871, sur ordre du général Vinoy, lors de son transfert à Versailles.
Le 17 avril 1871, sur la proposition de Léo Frankel, élu du 13e arrondissement, la Commune de Paris renomme la place d'Italie « place Émile-Duval ». Elle redevient « place d'Italie » dès la fin de l'insurrection.

### Notices biographiques
- Paul Delion, Les membres de la Commune et du Comité central, Paris, A. Lemerre éditeur, août 1871, 315-318 p. (lire en ligne sur Gallica), p. 87-88
- Bernard Noël, Dictionnaire de la Commune, Coaraze, L'Amourier éditions, coll. « Bio », avril 2021 (1re éd. 1971), 799 p. (ISBN 978-2-36418-060-4, ISSN 2259-6976, présentation en ligne), p. 287-288
- « Notice Duval Émile, Victor », sur maitron.fr, Le Maitron, dictionnaire bibliographique du mouvement ouvrier et du mouvement social, Association Les Amis du Maitron (consulté le 7 août 2021)